# Майер, Дитер
Дитер Майер (нем. Dieter Meier; род. 4 марта 1945[…], Цюрих) — фронтмен группы Yello.

## Ранние годы
Майер родился 4 марта 1945 года в Цюрихе, Швейцария. Начал изучать право в университете, но бросил его. Попытался работать в банке и стать профессиональным игроком. Благодаря отцу, который стал успешным банкиром, миллионером уже был к моменту поступления в университет.
В 1978 году Майер записал два сингла "Jim For Tango" и "Cry For Fame" в стиле панк.

## Yello
В конце 1970-х годов группа Yello пригласила Майера присоединиться к ним. Впоследствии Майер записал свой самый известный сингл «Oh Yeah», который использовался во многих фильмах и телесериалах. Он также принял участие в альбоме X-Press 2 «Muzikizum» и исполнил вокал на сингле «I Want You Back».

## Личная жизнь и семья
Женат, воспитывает пять детей.